# عادل النفزي
عادل النفزي (مواليد 16 مارس 1974) هو لاعب كرة قدم. يلعب مع منتخب تونس لكرة القدم. سبق له أن لعب في كأس العالم لكرة القدم مع منتخب بلاده.

## روابط خارجية
- عادل النفزي على موقع قاعدة بيانات كرة القدم.إي يو (الإنجليزية)
- عادل النفزي على موقع ناشيونال فوتبول تيمز (الإنجليزية)
- عادل النفزي على موقع كووورة